# Vilhelm Palmgren
Robert Vilhelm Palmgren, född 7 juli 1869 i Karlskrona, död 25 februari 1938 i Norrköping, var en svensk körsnär och etsare.
Palmgren flyttade 1874 från Karlskrona till Stockholm där han i mitten av 1880-talet tog plats som lärling vid ett tryckeri. På fritiden bedrev han självstudier i etsning. Han lämnade snart sin plasts vid tryckeriet och utbildade sig till körsnär och var från 1909 verksam som sådan i Norrköping. Hans konst består av etsningar med hamn, marin, porträtt, karikatyrer och stadsmotiv. Bland hans mer kända etsningar märks porträttet av Anna Maria Lenngren. Palmgren är representerad vid Kungliga biblioteket i Stockholm. 
Vilhelm Palmgren är begravd på Norra kyrkogården i Norrköping.